# Henri Michel
Henri Michel (født 28. oktober 1947 i Aix-en-Provence, død 24. april 2018) var en fransk fodboldspiller og -træner, der blandt andet spillede for og trænede Frankrigs landshold.

## Aktive karriere
Michel spillede som aktiv primært for FC Nantes. Her var han med til at vinde tre franske mesterskaber og en Coupe de France-titel. Han spillede desuden 58 kampe og scorede fire mål for det franske landshold, som han repræsenterede ved VM i 1978 i Argentina.

## Trænerkarriere
Efter at have stoppet sin aktive karriere gjorde Michel karriere som træner og stod i spidsen for adskillige klubber og landshold i både Europa og Afrika. Han var fra 1984 til 1988 fransk landstræner og førte på denne post holdet OL-guldet i 1984 i Los Angeles samt til semifinalen ved VM i 1986 i Mexico. Siden da stod han på klubplan blandt andet i spidsen for Paris Saint-Germain, mens han var landstræner for både Marokko, Cameroun og Elfenbenskysten.